# Альфред Фікенчер
Альфред Карл Фікенчер (нім. Alfred Karl Fikentscher; 30 квітня 1888, Аугсбург — 10 січня 1979, Кіль) — німецький військовий медик, адмірал медичної служби крігсмаріне (1 вересня 1942). Кавалер Німецького хреста в сріблі.

## Біографія
1 квітня 1910 року вступив однорічним добровольцем в Баварську армію. 1 квітня 1914 року переведений в санітарну службу ВМС. Учасник Першої світової війни, в 1916-19 роках служив на важкому крейсері «Зейдліц». З червня 1919 по квітень 1920 року перебував у британському полоні. 21 вересня 1920 рокузнову зарахований на військову службу. З 1920 року служив в різних госпіталях ВМС. З 6 жовтня 1928 року — старший лікар госпіталю ВМС в Кілі-Віке і виконувач обов'язків суднового лікаря лінійного корабля «Гессен». З 30 березня 1932 року головний лікар Кільського госпіталю. 19 червня 1938 року переведений лікарем в командування флотом. З 31 жовтня 1938 року — начальник медичної служби військово-морської станції «Нордзе». 27 листопада 1939 року призначений начальником медичної служби ВМС, а 1 січня 1940 року одночасно став головним лікарем ВМС. 30 листопада 1943 року звільнений у відставку, проте з жовтня і до кінця Другої світової війни був начальником Управління санітарного планування і економіки. Після війни працював офтальмологом в Кілі. 4 вересня 1946 року виступав свідком на Нюрнберзьких процесах.
Фікенчер брав участь в діяльності ультраправих партій, двічі брав участь у виборах в бундестаг — в 1961 році від Німецької імперської партії і в 1965 році від Німецького незалежного товариства дій. В 1964 році в статті «Німецької національної газети» висловився за евтаназію невиліковних хворих дітей. 

## Нагороди
- Залізний хрест 2-го і 1-го класу
- Почесний хрест ветерана війни з мечами
- Почесний знак Німецького Червоного Хреста, хрест Заслуг (31 липня 1936)
- Медаль «За вислугу років у Вермахті»
  - 4-го, 3-го і 2-го класу (18 років; 2 жовтня 1936)
  - 1-го класу (25 років; 12 листопада 1948)
- Хрест Воєнних заслуг
  - 2-го класу з мечами (30 січня 1941)
  - 1-го класу з мечами (20 квітня 1941)
- Почесний професор медичного факультету Берлінського університету (липень 1941)
- Орден Корони Італії, великий офіцерський хрест (20 травня 1942)
- Німецький хрест в сріблі (21 вересня 1943)